# Вечное доминирующее множество
В теории графов вечное или бессмертное доминирующее множество для графа G = (V, E) — это подмножество D вершин V, такое, что D является доминирующим множеством, на котором располагается мобильная охрана первоначально (не более одного охранника может находиться в одной вершине). Множество D должно быть таким, что для любой бесконечной последовательности атак на вершины множество D может быть модифицировано путём передвижения охранника со смежной вершины на атакуемую вершину, если атакуемая вершина не была занята охранником во время атаки. Конфигурация охранников должна, после каждой атаки и движения охранника, образовывать доминирующее множество. Вечное доминирующее число, γ∞(G), — это минимальное число вершин во всех таких множествах D. Например, вечное доминирующее число цикла из пяти вершин равно трём.
Задача о вечном доминирующем множестве, известная также как задача о вечном доминировании, может быть представлена как комбинаторная игра между двумя игроками, делающими ходы поочерёдно — защищающаяся сторона выбирает, начальное доминирующее множество D и посылает охранника в атакуемую вершину, если в ней не было охранника. Атакующая же сторона в свой ход выбирает, какую вершину она будет атаковать. Атакующая сторона выигрывает, если она может атаковать вершину, рядом с которой нет охранников. Другими словами, атакующая сторона выигрывает игру, если после нескольких атак она сможет атаковать незащищённую вершину.
Как заметили Клостермейер и Минхардт, вечное доминирующее множество связано с задачей о k официантах.

## История
Мотивом для понятия послужили древние задачи военной защиты, описанные в серии статей (Арквилла, Фредриксон, РеВелле, Россинг, Стьюарт).
Задача о вечном доминировании была впервые описана в 2004 в статье Бюргера, Кокейна и Грудлингха. Затем последовала публикация статьи о вечном доминировании В. Годдарда, С. М. Хедетними и С. Т. Хедетними, в которой был изложен вариант задачи, названный m-вечным доминированием. В этой задаче все охранники, если они хотят, могут двигаться за один ход на соседние вершины в ответ на атаку, как только один охранник передвигается на атакуемую вершину (предполагается, что на атакуемой вершине нет охранника, в противном случае охранники не передвигаются).
После статьи В. Годдарда, С. М. Хедетними и С. Т. Хедетними появился ряд статей других авторов. В этой последовательности статей были предложены некоторые другие варианты задачи вечного доминирования, включая задачи вечного покрытия вершин, вечного независимого множества, вечных тотально доминирующих множеств, вечных связных доминирующих множеств и вечных доминирующих множеств в модели изгнания (в этой модели требуется, чтобы при атаке занятой охранником вершины тот должен переместиться на соседнюю свободную вершину, если такая есть). Обзорная статья с описанием многих других результатов по задачам о вечном доминировании и многих вариаций задачи можно найти у Клостермейера и Минхардта.

## Границы
Пусть G — граф с n ≥ 1 вершинами. Вечное доминирующее число не меньше доминирующего числа γ(G) (тривиальный факт). Годдард и Хедетмини в своей статье доказали, что вечное доминирующее число не меньше числа независимости графа G и не больше минимального размера кликового покрытия графа G (минимальный размер кликового покрытия графа G равен хроматическому числу дополнения графа G). Таким образом, согласно теореме о совершенных графах, вечное доминирующее число графа G равно минимальному размеру кликового покрытия графа G для всех совершенных графов. Было показано, что вечное доминирующее число графа G равно минимальному размеру кликового покрытия графа G для некоторых других классов графов, таких как графы дуг окружности (как показал Реган) и параллельно-последовательные графы (как показали Андерсон, Барриентос и Хедетними). В. Годдарда, С. М. Хедетними и С. Т. Хедетними также продемонстрировали граф, у которого вечное доминирующее множество графа меньше минимального размера кликового покрытия.
Клочтермейер и МакГилливрей доказали, что вечное доминирующее число графа с числом независимости α не превосходит α(α + 1)/2. Голдвассер и Клостермейер доказали, что существует бесконечно много графов, у которых вечное доминирующее множество в точности равно α(α + 1)/2.

## Границыm-вечного доминантного множества
Годдард и Хедетмини доказали, что m-вечное доминирующее число, обозначаемое γm∞(G), не превосходит числа независимости графа G. Следовательно, параметры вечного доминирования хорошо укладываются в знаменитую цепочку параметров доминирования:
γ(G) ≤ γm∞(G) ≤ α(G) ≤ γ∞(G) ≤ θ(G),
где θ(G) означает минимальный размер кликового покрытия графа G, а γ∞(G) — вечное доминирующее число.
Верхняя граница ⌈n/2⌉ параметра γm∞(G) для графов с n вершинами была доказана в статье Чамберса, Киннерсли и Принца. См. также статью Клостермейера и Минхардта.
В решётке m-вечное доминирующее число получило повышенное внимание, вызванное вниманием к доминирующим числам решёток (см. статью Хайнеса, Хедетмини и Слейтера и статью Гонсалвеса, Пинлоу и Рао). В решётках m-вечное доминирующее число первыми изучали Голдвассер, Клостермейер и Минхардт, где они показали, что
γm∞ = ⌈2n/3⌉ для решёток 2 на n с n ≥ 2
и
γm∞ ≤ ⌈8n/9⌉ для решёток 3 на n.
Последнее неравенство улучшили Финбоу, Мессинджер и ван Боммель до
1 + ⌈4n/5⌉ ≤ γm∞ ≤ 2 + ⌈4n/5⌉
где n ≥ 11. Эта граница была затем слегка улучшена для некоторых случаев в статье Мессинджера и Делани.
Случаи решёток 4 на n и 5 на n рассматриваются в статье Битона, Финбоу и МакДональда и в статье Мартина ван Боммеля и Христофера ван Боммеля соответственно.
Брага, де Соуза и Ли доказали, что γm∞ = α для всех корректных интервальных графов и те же авторы также доказали, что существует граф Кэли, для которого m-вечное доминирующее число не равно доминирующему множеству, вопреки утверждению в статье В. Годдарда, С. М. Хедетними и С. Т. Хедетними.

## Открытые вопросы
Согласно Клостермейеру и Минхардту, одним из главных нерешённых вопросов является следующий: Существует ли граф G, такой, что γ(G) равен вечному доминирующему числу графа G и γ(G) меньше минимального размера кликового покрытия графа G? Клостермейер и Минхардт показали , что любой такой граф должен содержать треугольники и максимальная степень вершин графа должна быть не меньше четырёх.
Для доминирующих множеств неизвестно, верно ли для всех графов G и H неравенство (по аналогии с гипотезой Визинга)
{\displaystyle \gamma _{\infty }(G\,\Box \,H)\geq \gamma _{\infty }(G)\gamma _{\infty }(H).}
Известно, что аналогичное неравенство выполняется не для всех графов G and H в случае задачи о m-вечном доминировании, что показали Клостермейер и Минхардт.
Два фундаментальных открытых вопроса о вечном доминировании указаны Дугласом Вестом на сайте Eternal Domination Number. А именно, равно ли γ∞(G) минимальному размеру кликового покрытия для всех планарных графов G и ограничено ли γ∞(G) снизу числом Ловаса, известным также как тэта-функция Ловаса.
Некоторое число открытых вопросов перечислено в статье Клостермейера и Минхардта, включая упомянутые выше вопросы о вариантах вечных доминирующих множеств.